# Buslijn 38 (Gent)
Buslijn 38 is een buslijn die door de Belgische stad Gent rijdt. Deze buslijn verbindt de eindhaltes Blaarmeersen en Sint-Amandsberg Achterdries. Deze lijn doet hetzelfde traject als buslijn 39, alleen splitsen ze  aan de halte Krijtestraat. Lijn 38 rijdt vervolgens door richting Sint-Amandsberg Achterdries. De belangrijkste haltes van deze route zijn Blaarmeersen, Brugsepoort, Korenmarkt, Sint-Jacobs en Dampoort.

## Traject
| \| \| \| Blaarmeersen \| \| \| \| Belvedereweg \| \| \| \| Nekkersberglaan \| \| \| \| Europabrug \| \| \| \| Verenigde Natieslaan \| \| \| \| Neermeerskaai \| \| \| \| Jubileumlaan \| \| \| \| Andrieslaan \| \| \| \| Beneluxplein \| \| \| \| Overzet \| \| \| \| Einde Were \| \| \| \| Nieuwe Wandeling \| \| \| \| Brugsepoort \| \| \| \| Poel \| \| \| \| Korenmarkt perron 2 \| \| \| \| Sint-Jacobs \| \| \| \| Steendam \| \| \| \| Dampoortstraat \| \| \| \| Dampoort perron 10 \| \| \| \| Sint-Amandsberg Schoolstraat \| \| \| \| Sint-Amandsberg Dienstencentrum \| \| \| \| Sint-Amandsberg Grondwetlaan \| \| \| \| Sint-Amandsberg Zavelput \| \| \| \| Sint-Amandsberg Snellaertplein \| \| \| \| Sint-Amandsberg Gevaertstraat \| \| \| \| Sint-Amandsberg Zingemkouterstraat \| \| \| \| Sint-Amandsberg Vogelzang \| \| \| \| Sint-Amandsberg Goedlevenstraat \| \| \| \| Sint-Amandsberg Krijtestraat \| \| \| \| Sint-Amandsberg Louise Derachestraat \| \| \| \| Sint-Amandsberg Wildebrake \| \| \| \| Sint-Amandsberg Pijkestraat \| \| \| \| Sint-Amandsberg Achtendries \| |  |                                      |                                      |
| uKBHFa |  | Blaarmeersen                         | Blaarmeersen                         |
| uHST |  | Belvedereweg                         | Belvedereweg                         |
| uHST |  | Nekkersberglaan                      | Nekkersberglaan                      |
| uHST |  | Europabrug                           | Europabrug                           |
| uHST |  | Verenigde Natieslaan                 | Verenigde Natieslaan                 |
| uHST |  | Neermeerskaai                        | Neermeerskaai                        |
| uHST |  | Jubileumlaan                         | Jubileumlaan                         |
| uHST |  | Andrieslaan                          | Andrieslaan                          |
| uHST |  | Beneluxplein                         | Beneluxplein                         |
| uHST |  | Overzet                              | Overzet                              |
| uHST |  | Einde Were                           | Einde Were                           |
| uHST |  | Nieuwe Wandeling                     | Nieuwe Wandeling                     |
| uHST |  | Brugsepoort                          | Brugsepoort                          |
| uHST |  | Poel                                 | Poel                                 |
| uHST |  | Korenmarkt perron 2                  | Korenmarkt perron 2                  |
| uHST |  | Sint-Jacobs                          | Sint-Jacobs                          |
| uHST |  | Steendam                             | Steendam                             |
| uHST |  | Dampoortstraat                       | Dampoortstraat                       |
| uHST |  | Dampoort perron 10                   | Dampoort perron 10                   |
| uHST |  | Sint-Amandsberg Schoolstraat         | Sint-Amandsberg Schoolstraat         |
| uHST |  | Sint-Amandsberg Dienstencentrum      | Sint-Amandsberg Dienstencentrum      |
| uHST |  | Sint-Amandsberg Grondwetlaan         | Sint-Amandsberg Grondwetlaan         |
| uHST |  | Sint-Amandsberg Zavelput             | Sint-Amandsberg Zavelput             |
| uHST |  | Sint-Amandsberg Snellaertplein       | Sint-Amandsberg Snellaertplein       |
| uHST |  | Sint-Amandsberg Gevaertstraat        | Sint-Amandsberg Gevaertstraat        |
| uHST |  | Sint-Amandsberg Zingemkouterstraat   | Sint-Amandsberg Zingemkouterstraat   |
| uHST |  | Sint-Amandsberg Vogelzang            | Sint-Amandsberg Vogelzang            |
| uHST |  | Sint-Amandsberg Goedlevenstraat      | Sint-Amandsberg Goedlevenstraat      |
| uHST |  | Sint-Amandsberg Krijtestraat         | Sint-Amandsberg Krijtestraat         |
| uHST |  | Sint-Amandsberg Louise Derachestraat | Sint-Amandsberg Louise Derachestraat |
| uHST |  | Sint-Amandsberg Wildebrake           | Sint-Amandsberg Wildebrake           |
| uHST |  | Sint-Amandsberg Pijkestraat          | Sint-Amandsberg Pijkestraat          |
| uKBHFe |  | Sint-Amandsberg Achtendries          | Sint-Amandsberg Achtendries          |